# Kongregacja (Francja)
Kongregacja (fr. La Congrégation) – jedna z kongregacji, która została utworzona 2 lutego 1801 przez ojca Jean-Baptiste Bourdier-Delpuits. Organizacja charytatywna, złożona ze świeckich i duchownych, odgrywała  ważną rolę polityczną i religijną broniąc religii podczas Dyrektoriatu, Pierwszego Cesarstwa oraz Restauracji.